# 서울식물원
서울식물원(서울植物園)은 서울특별시 강서구 마곡동로 161에 위치한 식물원이다. 서울특별시에서 운영하며 2019년 5월 1일에 개원했다.
서울식물원은 서울특별시 강서구 마곡지구에 조성한 도심 공원이자 생태원이다. 면적은 축구장(7140㎡)의 약 70배 크기인, 50만4000㎡(15만2460평)이다. 
영국 에덴프로젝트, 싱가포르의 보타닉 가든[2]를 벤치마킹한 식물원이다.

## 연혁
- 2017년 7월 1일: 서울식물관 설치.[1]
- 2019년 5월 1일: 서울식물원 개원.[2]

## 운영 현황

### 조직
- 원장
  - 기획운영과[3]
  - 식물연구과[3][4]
  - 전시교육과[3][4]

### 설치 근거
- 「서울특별시 행정기구 설치조례」 제116조제1항[5]

### 소관 사무
- 서울식물원의 운영 및 관리에 관한 사항
- 식물 자료의 수집·보존·전시 및 조사·연구에 관한 사항
- 식물 전시 및 교육에 관한 사항

## 갤러리

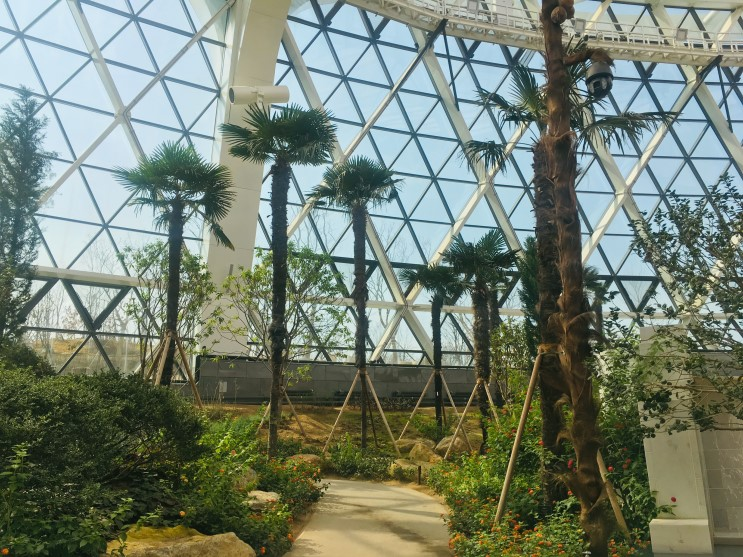
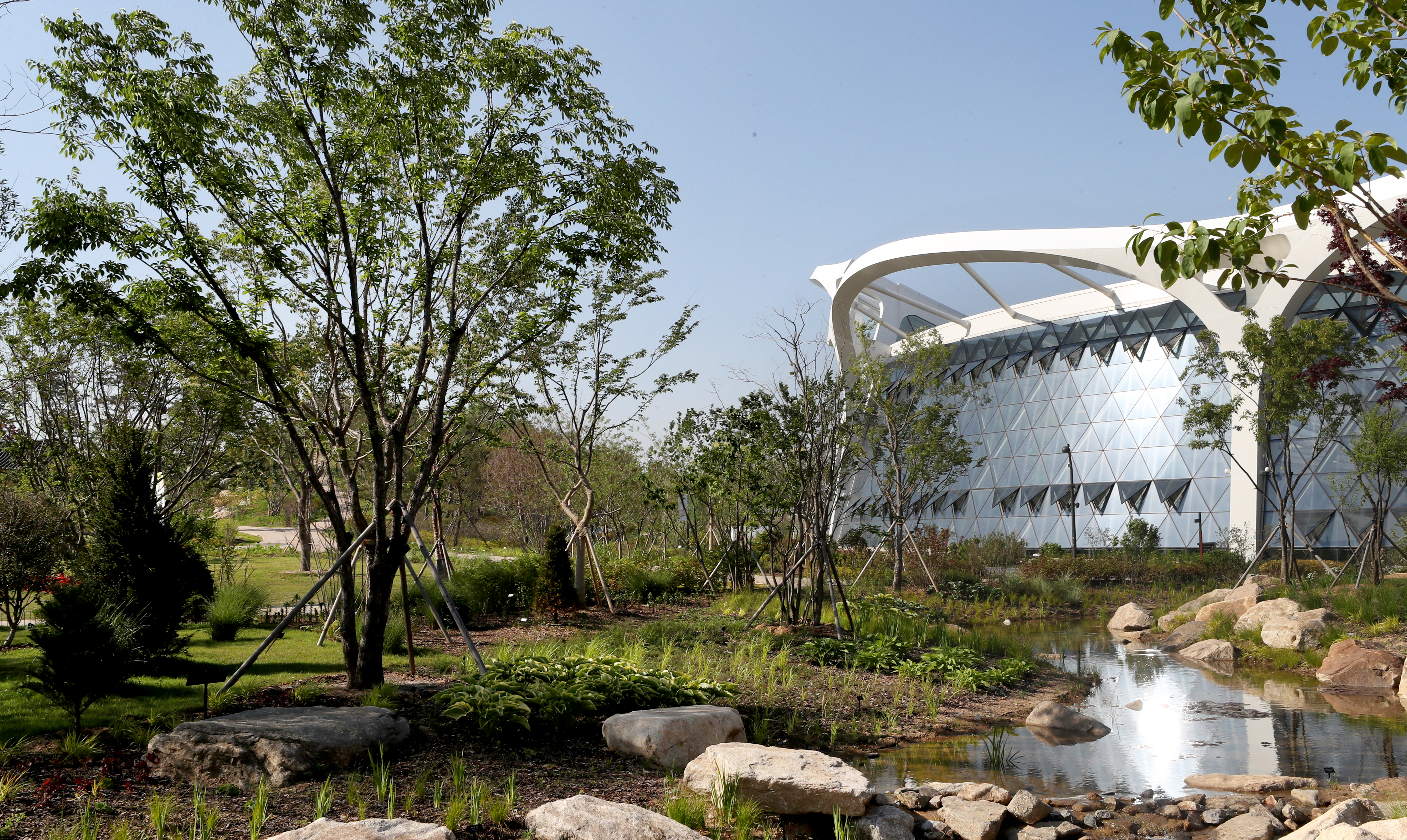
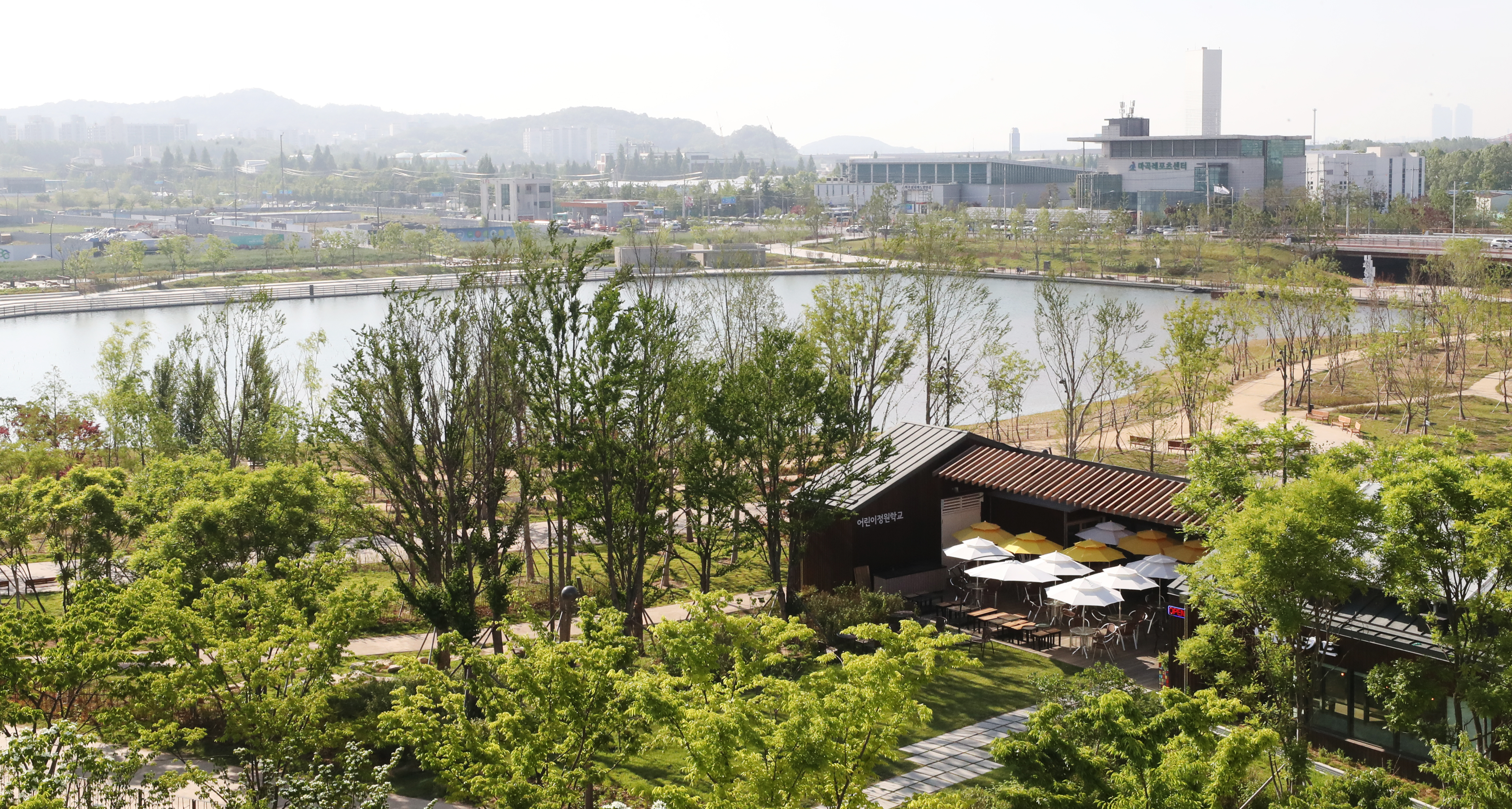
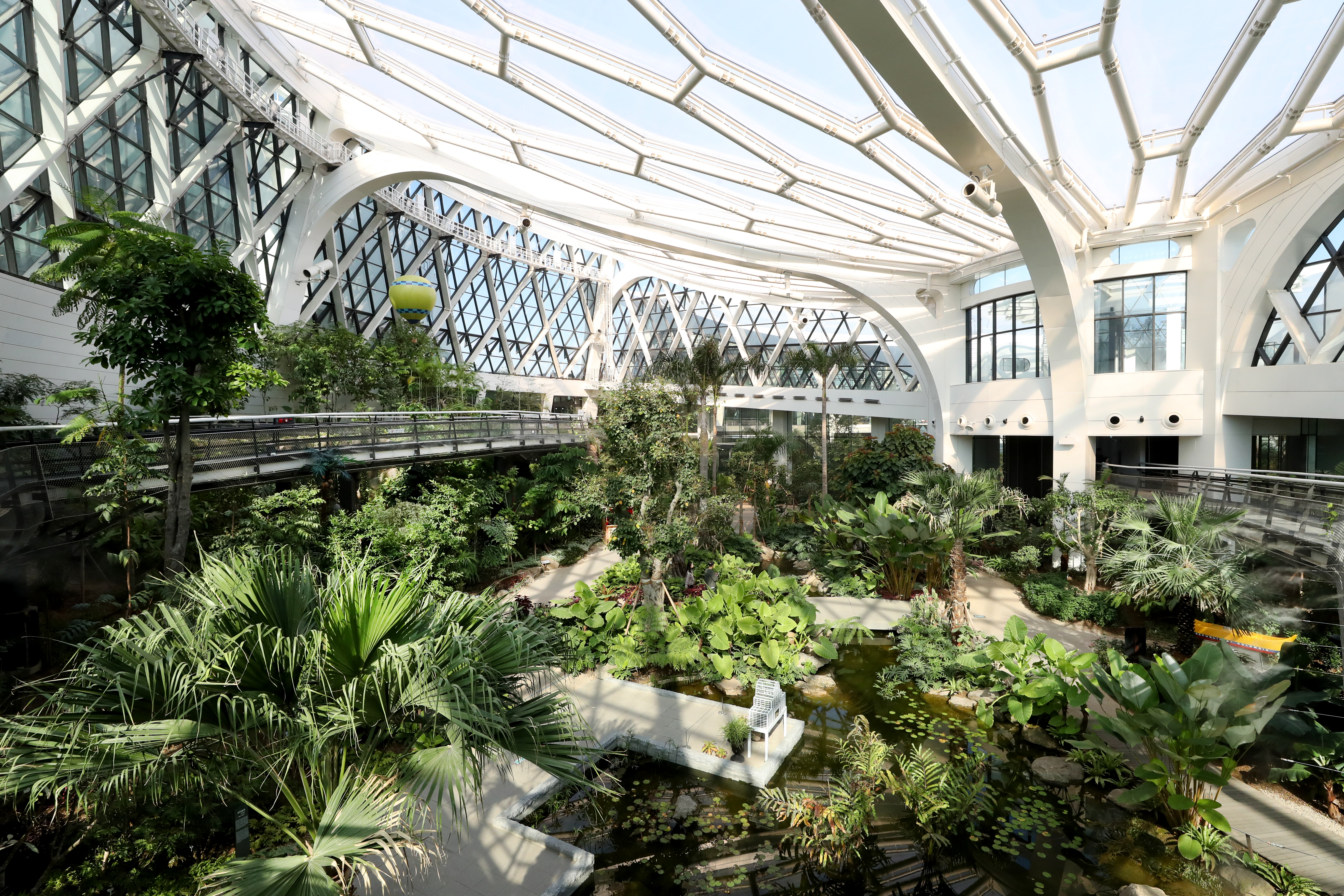
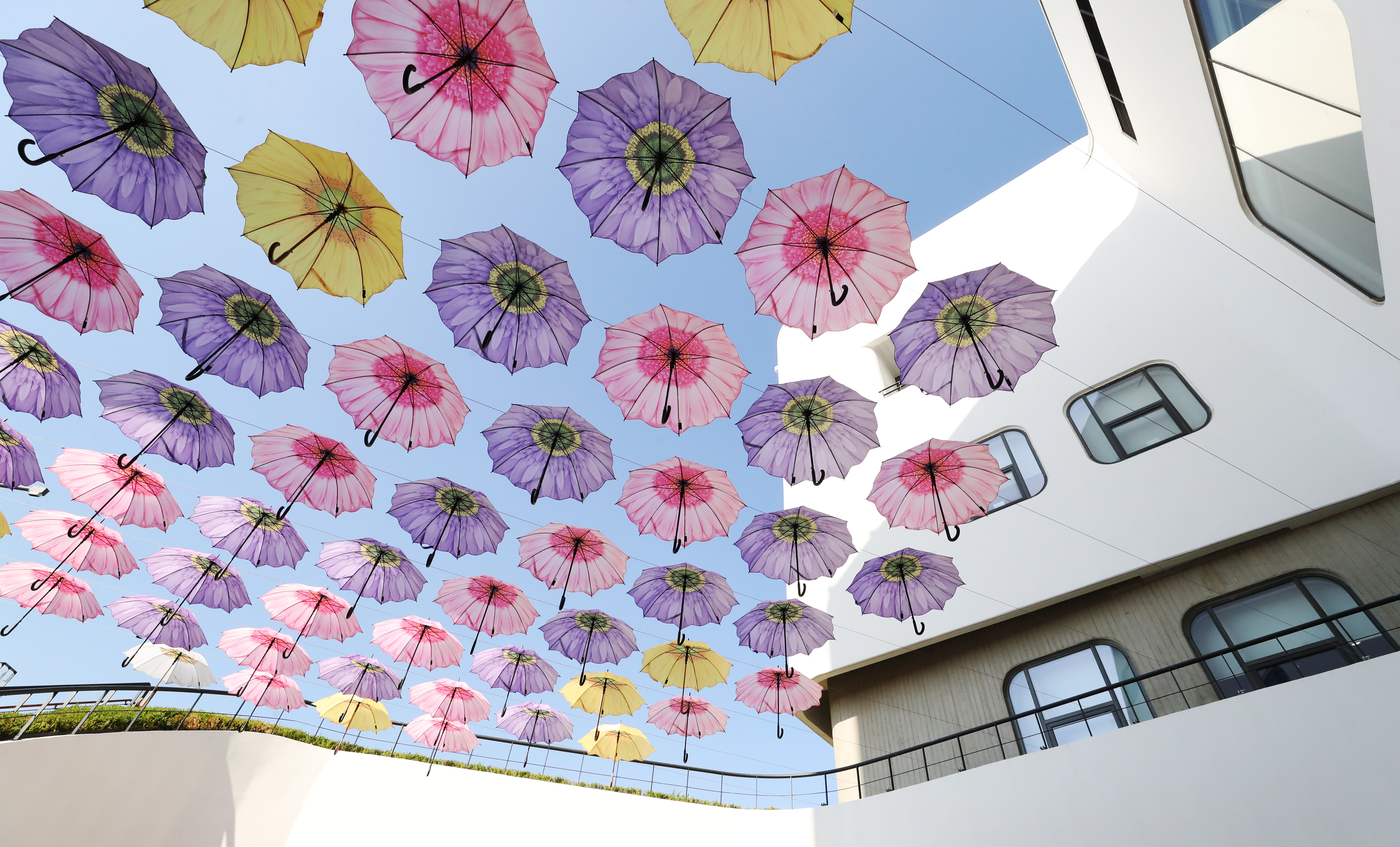
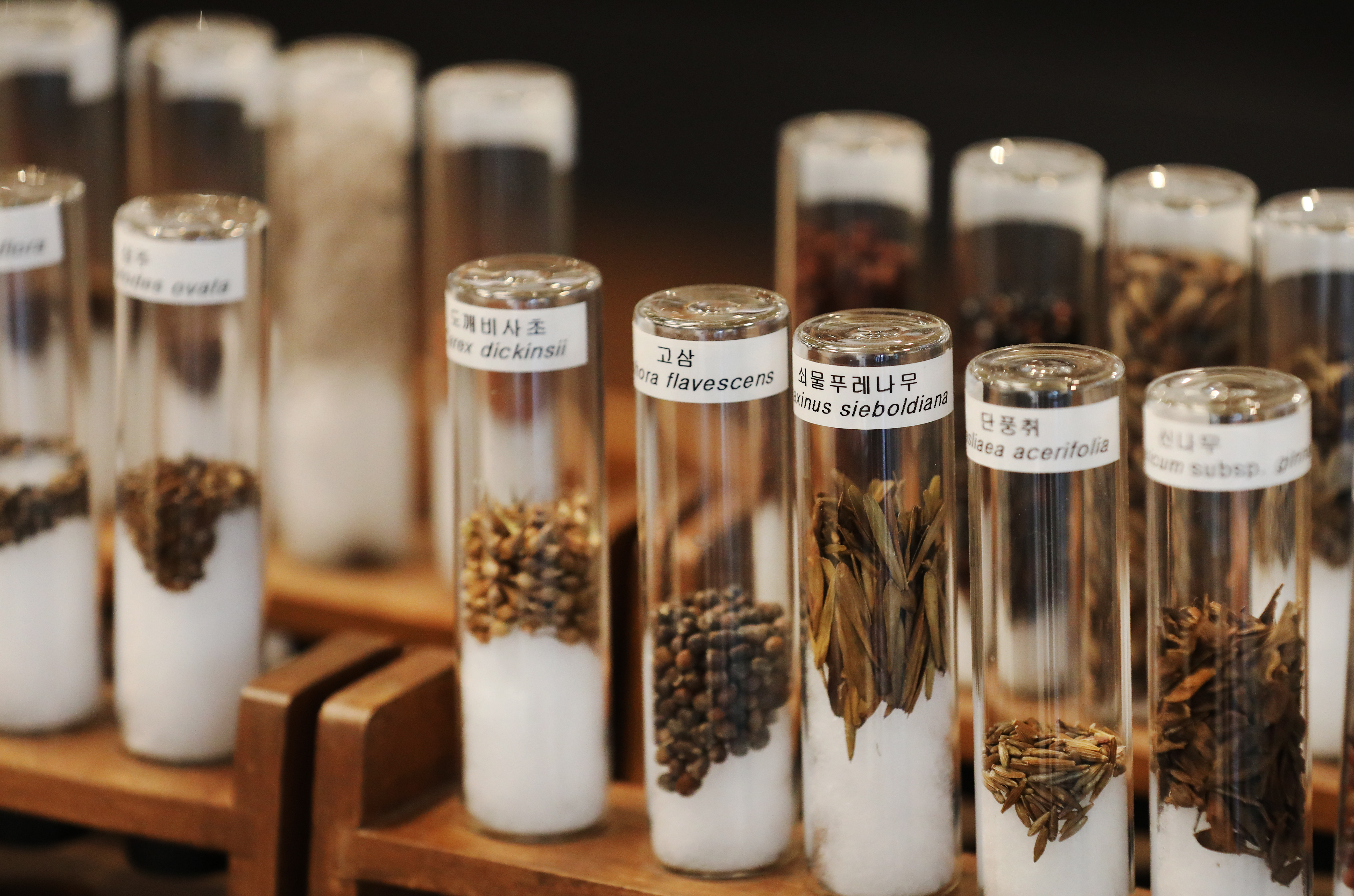
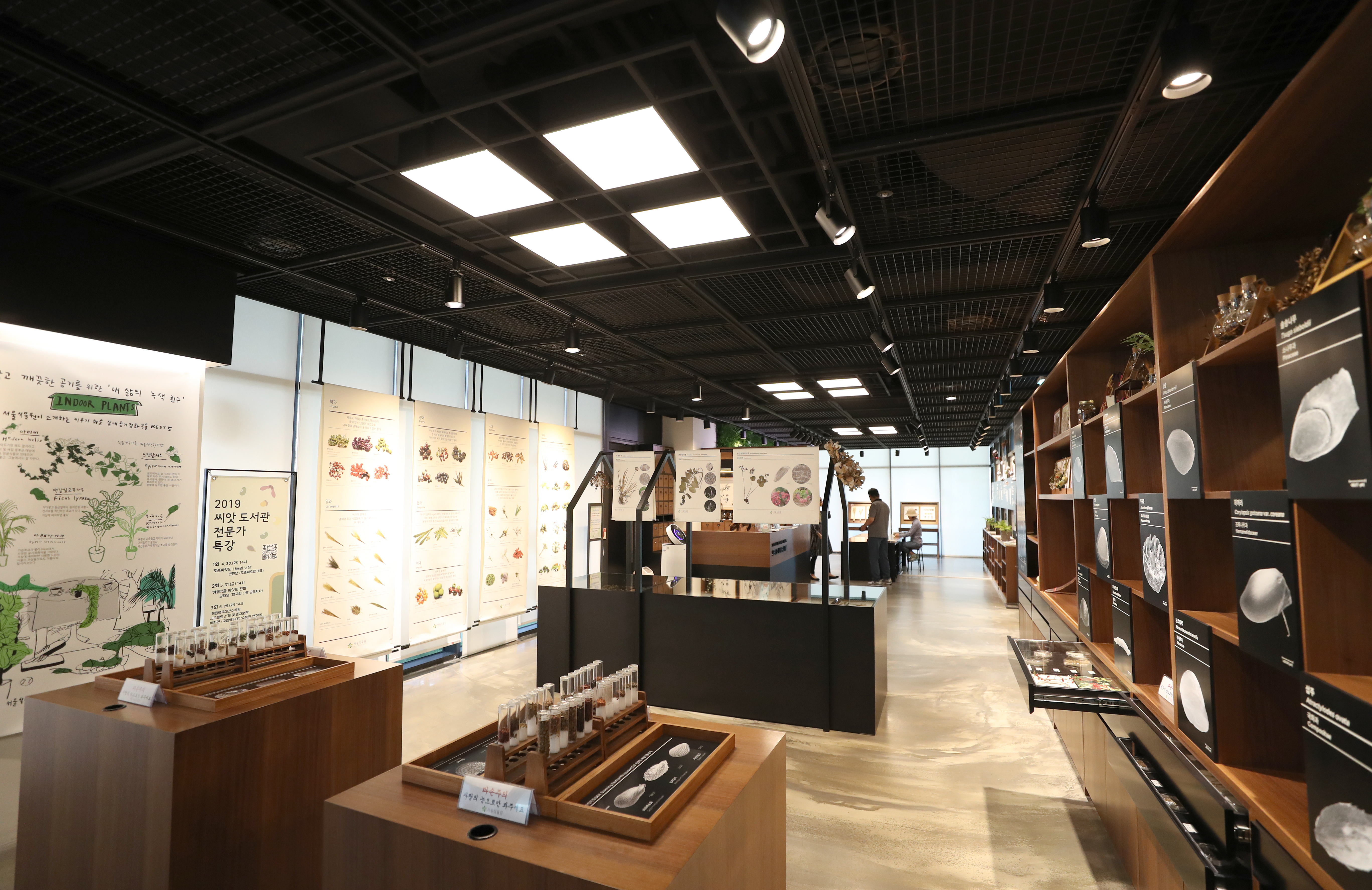
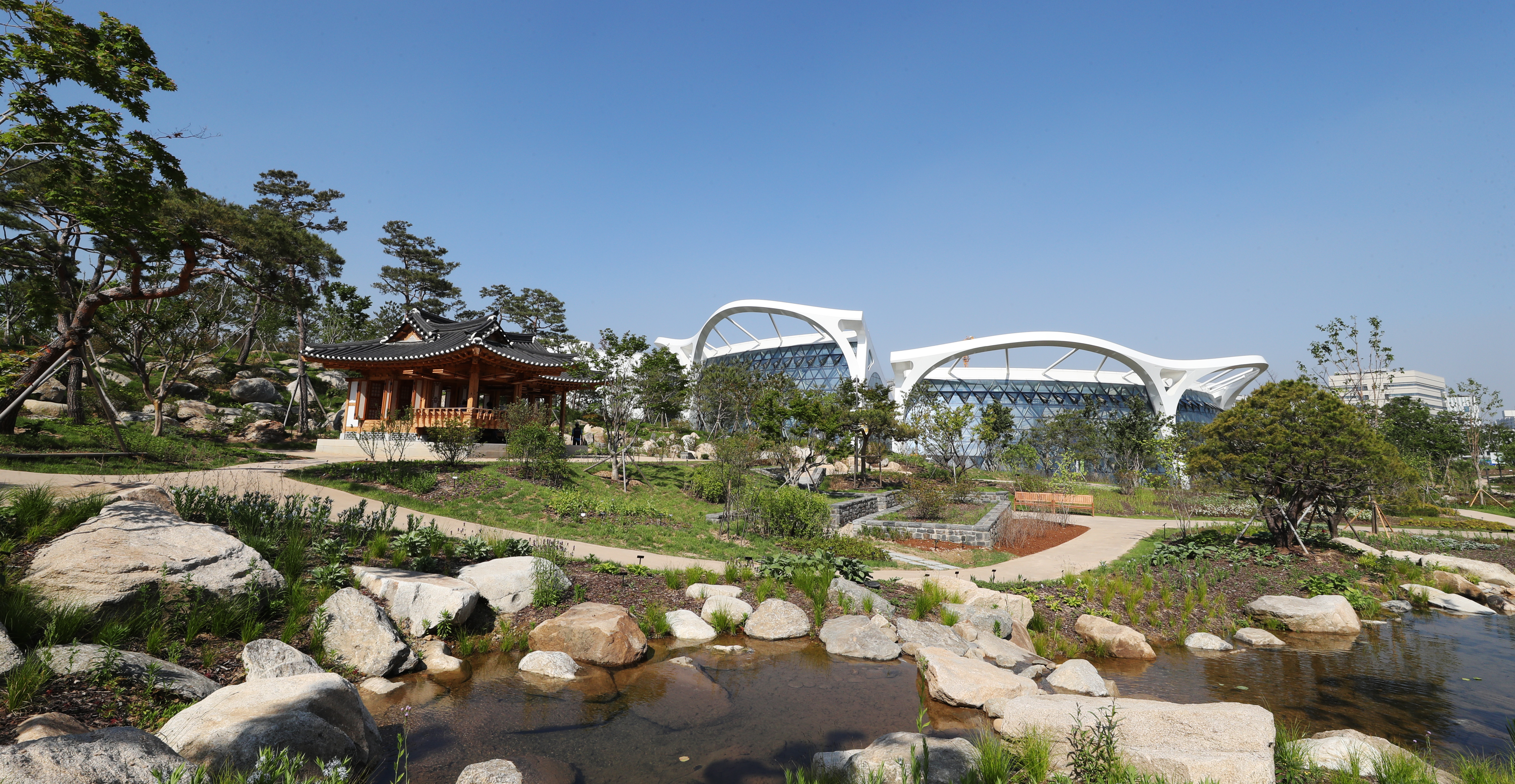

## 요금
- 성인: 5000원
- 청소년: 3000원
- 어린이: 2000원